# بخش زوندا
بخش زوندا (به اسپانیایی: Departamento Zonda) یک منطقهٔ مسکونی در آرژانتین است که در استان سان خوآن، آرژانتین واقع شده‌است. بخش زوندا ۲٬۹۰۵ کیلومتر مربع مساحت و ۴٬۰۵۰ نفر جمعیت دارد.